# Epactoides olsoufieffi
Epactoides olsoufieffi är en skalbaggsart som beskrevs av Lebis 1953. Epactoides olsoufieffi ingår i släktet Epactoides och familjen bladhorningar. Inga underarter finns listade i Catalogue of Life.